# لیتوینو
لیتوینُو (به چکی: Litvínov) شهری در منطقه اوستی ناد لابم کشور جمهوری چک است که جمعیت آن در سال ۲۰۰۷ میلادی ۲۷٫۰۷۹ نفر بوده‌است.